# Crossfire (Miyabe)
Crossfire è un romanzo di Miyuki Miyabe pubblicato in Giappone nel 1998, e pubblicato in lingua inglese da Kodansha America nel 2006.

## Trama
Il romanzo parla di una ragazza di nome Junko Aoki (青木 淳 子 Aoki Junko), che possiede il potere psicocinetico della pirocinèsi che decide di utilizzare le sue capacità per uccidere i criminali al fine di rendere il mondo migliore. Un giorno si troverà a salvare una donna rapita da un gruppo di giovani delinquenti, ma si troverà a sfuggire al dipartimento anti incendi dolosi della polizia metropolitana di Tokyo e, insieme un gruppo segreto di vigilantes che cercano di reclutarla, che da quel momento cominceranno a darle la caccia. Chikako Ishizu (石津 ちか子 Ishizu Chikako), una poliziotta, rimane molto colpita dal caso di Junko Aoki e cercherà in tutti i modi di scavare a fondo.

## Adattamenti
Esiste una versione film del 2000 con il titolo Kurosufaia.
È stata prodotta da Konami un adattamento a manga in versione digitale disponibile su cellulare.
Inoltre, nel videogioco beatmania IIDX 16 EMPRESS sempre prodotto da Konami è presente una canzone intitolata NΦ CRIME, con un video realizzato con immagini tratte dal manga; il testo della versione inglese e le immagini fanno da trailer al manga (e al romanzo)senza rivelarne interamente la trama.